# Spätsommer-Würfel-Dickkopffalter
Der Spätsommer-Würfel-Dickkopffalter (Pyrgus cirsii), ist ein Schmetterling aus der Familie der Dickkopffalter (Hesperiidae).

## Merkmale
Die Vorderflügellänge des Falters beträgt 13 bis 14 Millimeter. Auf den Vorderflügel befinden sich weiße Flecke, darunter ein breiter rechteckiger Fleck in der Zelle. Auf den Hinterflügeln sind gelbe Flecke zu sehen. Besonders deutlich sind die Flecke an der Basis der Zellen vier und fünf sowie in der Submarginalregion. Die Unterseite der Hinterflügel ist gelblich oliv bis rötlich braun. Der Randfleck an Ader fünf ist bräunlich und undeutlich. Die Adern sind gelblich. Beide Geschlechter haben dieselben Flügelzeichnungen.
Die zunächst rötlichen Eier sind rundlich, oben und unten etwas abgeplattet. Sie werden später mit der entwickelten Eiraupe gelblich. Die Oberfläche ist mit zirka 15 kräftigen, von der Micropyle ausgehenden, meist geraden oder gelegentlich leicht gebogenen Längsrippen bedeckt. Auf der Seite können sich kürzere Längsrippen dazwischen schalten.
Die Raupe ist zunächst grünlich mit einem schwarzen Kopf. Im letzten Stadium verfärbt sie sich rotbraun.
Die Puppe ist intensiv blau bereift. Die braune Grundfarbe ist nur noch an den Segmentgrenzen zu sehen. Das schwarze Punktmuster scheint durch die Bereifung noch durch, ist aber stark abgeschwächt.

## Geographisches Vorkommen und Lebensraum
Der Spätsommer-Würfel-Dickkopffalter ist in Westeuropa und isoliert in der Türkei verbreitet. Häufiger ist die Art nur noch auf der Iberischen Halbinsel und in Südfrankreich (Provence). In Mittelfrankreich und in Süddeutschland ist die Art nahezu ausgestorben. Die Vorkommen in Vorarlberg (Österreich) und der Schweiz scheinen erloschen zu sein. Die Art braucht trockenwarme Stellen mit großflächigen Kalkmagerrasen mit sehr niedriger Vegetation. Zur Larvalentwicklung braucht der Spätsommer-Würfel-Dickkopffalter nur von Moosen und Flechten bewachsene Stellen oder auch nackten Fels, wo die Raupennahrungspflanzen (verschiedene Fingerkrautarten (Potentilla)) wachsen. In Süddeutschland kommt die Art von etwa 100 bis etwa 700 Meter über NN vor.

## Lebensweise
Die Entwicklung ist univoltin, d. h., es wird nur eine Generation pro Jahr gebildet. Die Flugzeit der Falter reicht von Ende Juli bis Anfang September. In Süddeutschland sind die Falternachweise fast ausschließlich auf den August und auf die ersten Septembertage beschränkt. Die Eier werden an die Blattunterseite der Raupennahrungspflanze und auch auf Moose und Flechten in der direkten Umgebung der Raupennahrungspflanze einzeln abgelegt. Die in der Eihülle bereits vollentwickelte und schlupfreife Eiraupe überwintert. Sie verlässt bereits Ende Februar oder Anfang März die Eihülle. Sie entwickelt sich relativ langsam und hat sechs Entwicklungsstadien (fünf Häutungen). Sie frisst ausschließlich an Fingerkrautarten (Potentilla), z. B. Kriechendes Fingerkraut (Potentilla reptans). Im Juli ruht die erwachsene Raupe für zwei bis vier Wochen in ihrem Gehäuse, bevor sie dieses verlässt und ein neues Gehäuse zur Verpuppung anlegt.

## Systematik
Der Spätsommer-Würfel-Dickkopffalter (Pyrgus cirsii) wurde früher auch als Unterart von Pyrgus carlinae angesehen. In der neueren Literatur wird er jedoch als eigenständige Art interpretiert.

## Gefährdung
Der  Spätsommer-Würfel-Dickkopffalter gilt in Deutschland als akut vom Aussterben bedroht. Die Gründe sind vor allem im Habitatschwund durch intensive Landwirtschaft, Rückgang der Wanderschäferei, Verbuschung und Überbauung zu suchen.